# Michael Tregury
Michael Tregury, francisé en Michel Trégore ou Trégorre, (1399-1471) est un homme d'église anglais. 

## Biographie
Michael Tregury est né dans la paroisse de Saint-Wenn en Cornouailles. Il fait ses études à l’université d'Oxford et devient ensuite fellow (membre du corps gouvernant) du Collège d'Exeter d'Oxford. Érudit distingué, il est chapelain d'Henri VI d'Angleterre. Il devient recteur de l'université de Caen en 1439–1440.
De 1445 à 1471, il est archidiacre de Barnstaple dans le comté du Devon. Il est consacré archevêque de Dublin en la cathédrale Saint-Patrick en 1450.
En 1453, l'archevêque est si affecté par la nouvelle de la chute de Constantinople et de la mort du dernier empereur byzantin, Constantin XI Paléologue, qu'il proclame une période de jeûne de trois jours devant être strictement observée. Il accorde des indulgences à ceux qui la respectent et marche lui-même en tête de la procession vers Christ Church, faisant pénitence sous le sac et la cendre.
En 1453, il est fait prisonnier dans la baie de Dublin par des pirates qui détournaient les navires sortant du port de Dublin. Ils sont poursuivis jusqu'à Ardglass dans le comté de Down ; 520 d'entre eux sont tués et le prélat est libéré.
Après avoir dirigé son diocèse pendant vingt ans, il meurt le 21 décembre 1471, à un âge avancé, dans le manoir de Tallaght, qu'il avait auparavant fait restaurer. Sa dépouille est ramenée à Dublin où elle est inhumée dans la cathédrale Saint-Patrick.

## Fonctions
- Fonctions religieuses
  - (1427-1433) Recteur de Saint-Perran Uthno (Cornouailles)
  - (1433-1437) Recteur de Clifton Campville (Staffordshire)
  - (1444-1445) Vicaire de Saint-Goran (Cornouailles)
  - (1445-1449) Archidiacre de Barnstaple
  - (1447-1449) Chanoine de Crediton (Devon)
  - (1446-1447) Recteur d'Arksey (Yorkshire)
  - (1447-1449) Recteur de Swafield (Norfolk)
  - (1449) Chanoine d'Exeter
  - (1449-1471) Doyen de Penkridge Saint-Michael (Staffordshire)
  - {1450-1471) Archevêque de Dublin

- Fonctions universitaires
  - (1422-1427) Exeter College, Oxford : fellow
  - (1423-1427) Checker Hall, Oxford : principal
  - (1428-1429) Hampton Hall, Oxford : principal
  - (1434-1435) Université d'Oxford : senior proctor
  - (1439-1440) Université de Caen : recteur